# Macrohammus deyrollei
Macrohammus deyrollei is een keversoort uit de familie boktorren (Cerambycidae). De wetenschappelijke naam van de soort is voor het eerst geldig gepubliceerd in 1879 door Thomson.